# I carabbimatti
Pour plus de détails, voir Fiche technique et Distribution.
I carabbimatti est une comédie italienne réalisée par Giuliano Carnimeo et sortie en 1981.

## Synopsis
Les mésaventures d'un duo échevelé de soldats en civil de la Guardia Civil. Pasta et Ceci sont continuellement réprimandés par leur commandant et, pour se racheter, ils enquêtent sur un certain Commendator Marrone, un banquier recherché, abandonné par sa femme et trompé par sa maîtresse. Un limier nommé Beckenbauer commente leurs mésaventures en dialecte romain.
Marrone s'échappe à bord d'une fausse ambulance mais se retrouve accidentellement à Villa Verde, un hôpital psychiatrique dirigé par un étrange médecin-chef aux airs de Dr Frankenstein. Là, il est assailli par des patients improbables qui lui font forte impression : d'un fasciste nostalgique à un fou qui se prend pour un infirmier.
Devant l'ingérabilité de la situation, il s'échappe de la clinique pour récupérer les précieux documents qui lui permettront de faire chanter ses accusateurs : d'où l'hilarante course-poursuite en ambulance de Pasta et Ceci à bord de leur Fiat 850 Spider déglinguée.
Marrone atteint sa résidence, où il retrouve tous les personnages de son entourage, chacun amant de sa compagne, dans les différentes armoires. La conclusion évidente de l'affaire est l'arrestation par le couple déséquilibré et les adieux surréalistes à bord d'une Volkswagen Coccinelle qui peut voler.

## Fiche technique
- Titre original : I carabbimatti[1]
- Réalisation : Giuliano Carnimeo
- Scénario : Giorgio Mariuzzo (it), Gianfranco Couyoumdjian (it)
- Photographie : Giovanni Bergamini
- Montage : Alberto Moriani (it)
- Musique : Berto Pisano
- Société de production : Flora Film
- Pays d'origine : Italie
- Langue originale : italien
- Format : couleur - 35 mm - Son mono
- Genre : comédie
- Durée : 91 minutes
- Dates de sortie : 
  - Italie : 1981 (visa délivré le 1er octobre 1981)

## Distribution
- Andy Luotto : fou paranoïaque
- Giorgio Ariani : médecin en chef de Villa Verde
- Daniele Formica : adjoint de Ceci
- Licinia Lentini : amante de Marrone
- Enzo Robutti : fou
- Enzo Liberti : infirmier
- Paolo Baroni : fou
- Lucio Montanaro : fou
- Renzo Ozzano
- Guerrino Crivello : L'Elefantiere
- Angelo Pellegrino : Maréchal
- Ria De Simone Maria Adele
- Giorgio Bracardi : Fou nostalgique